# ハード・コア (2018年の映画)
『ハード・コア』は、2018年11月23日公開の日本映画。

## 概要
1990年代に漫画雑誌「グランドチャンピオン」で連載されたコミック「ハード・コア 平成地獄ブラザーズ」（作：狩撫麻礼、画：いましろたかし）の映画化。
第31回東京国際映画祭の特別招待枠に出品された。

## キャスト
- 権藤右近：山田孝之
- 権藤左近：佐藤健
- 牛山：荒川良々
- バーの女：松たか子
- スナック店主：宇野祥平
- さぶちゃん：藤原季節
- 水沼多恵子：石橋けい
- 金城銀次郎：首くくり栲象
- 水沼：康すおん
- 風俗の女：広岡由里子
- シルビア：フランシス・カララング
- 組関係の男：奥田庸介

## スタッフ
- 監督：山下敦弘
- 原作：狩撫麻礼、いましろたかし
- 脚本：向井康介
- プロデューサー：二木大介、根岸洋之、山田孝之
- 音楽：斎見泰正
- 撮影：高木風太
- 照明：秋山恵二郎
- 美術：安宅紀史
- 録音：竹内久史
- 編集：佐藤崇
- スタイリスト：伊賀大介

## エンディングテーマ
- Ovall feat Gotch「なだらかな夜」（origami PRODUCTION）